# Víctor Liz
Víctor Antonio Liz López (Santiago, República Dominicana, 12 de mayo de 1986) es un jugador de baloncesto dominicano que actualmente juega con los Paisas BBC de la BCLA. También participa con la selección dominicana en las competiciones internacionales. Con 1,88 metros de estatura, juega en la posición de escolta.

## Trayectoria

### Inicios
Víctor Liz comenzó a jugar baloncesto con el Club Pueblo Nuevo del torneo de baloncesto superior de Santiago en 2008, donde en 2009 se proclamaron campeones del torneo de Santiago, también fue elegido jugador más valioso del torneo en 2010, además fue líder en puntos con un total de 228 puntos en 10 partidos ese mismo año.

### Profesional
En 2010, jugó su primera campaña con los Metros de Santiago, jugó 9 partidos en los cuales promedió 12,3 puntos, 4,3 rebotes y 1,1 asistencias por partido. En su segunda temporada con los Metros, jugó 13 encuentros en los cuales promedió 10,0 puntos, 2,5 rebotes y 1,2 asistencias por partido. En 2012, jugó en el (baloncesto superior del distrito nacional) para el club (BAMESO) ganando su primer campeonato en dicho torneo, en el cual fue el MVP. Ese mismo año, Liz ayudó a los Metros a clasificar para los playoffs, siendo así su primera postemporada en su carrera en la Liga Nacional de Baloncesto. En la serie regular, disputó los 20 encuentros y promedió 17,8 puntos, 3,7 rebotes y 1,8 asistencias por partido. En la postemporada, los Metros fueron eliminados por los Cañeros del Este en la semifinal de la liga.
En 2013, jugó una temporada con los Atléticos de San Germán de la liga de Baloncesto Superior Nacional de Puerto Rico, donde en 33 partidos, promedió 10,6 puntos, 4,0 rebotes y 1,1 asistencias por partido. Después de jugar con los Atléticos regresó con los Metros para disputar la temporada de 2013. En 17 partidos, promedió 16,9 puntos, 4,8 rebotes y 1,0 asistencias por partido. Después de su actuación en la serie regular fue nombrado en el mejor quinteto de la liga. Una vez más su equipo logró su entrada a los playoffs, pero no tuvieron éxito al ser eliminados en la semifinal de la postemporada.
En 2014, jugó con los Gaiteros del Zulia de la LPB antes de jugar con los Metros de Santiago. Con los Gaiteros del Zulia, fue nombrado jugador de la semana en dos ocasiones, además terminó la temporada ocupando el segundo puesto en anotación total y promedio, y primero en robos totales y segundo en robos promedio. En 34 partidos, promedió 21,1 puntos, 5,3 rebotes, 1,7 asistencias y 1,7 robos en 30,4 minutos por partido. Tras finalizar la temporada con los Gaiteros, regresó a la República Dominicana para jugar con los Metros. Ayudó a los Metros a clasificar para la postemporada con un récord de 13-7 (primero en la división norte). Después de su actuación en la serie regular, fue nombrado en el quinteto ideal de la liga denominado como quinteto todos estrellas. En los 20 partidos de la serie regular, promedió 20,6 puntos (segundo en la liga), 3,9 rebotes, 2,1 asistencias y 1,3 robos por partido. En los playoffs, ayudó a los Metros a clasificar para la serie final, después de eliminar a los Reales de La Vega con una serie de 3-2. Contra los Reales, promedió 16,6 puntos, 4,4 rebotes, 1,6 asistencias y 1,6 robos por partido en los 5 encuentros disputados. Ya en la serie final, y los Metros se proclamaron campeón de la Liga Nacional de Baloncesto 2014, después de derrotar a los Titanes del Licey en la serie con 4-2. Fue nombrado Jugador Más Valioso de la Serie Final, después de promediar 18,7 puntos por partido.
En enero noviembre de 2017 se une a los Metros de Santiago dominicanos.
[actualizar]
En enero de 2025 se une a los Paisas BBC de la Liga de Campeones de Baloncesto de las Américas.

## Estadísticas de su carrera en la LNB
|  | Líder de la liga |

|  | Denota temporada en la que Liz ganó el Campeonato de la LNB |

| Año   | Equipo             | PJ  | MPP  | TC%  | 3P%  | TL%  | RPP | APP | ROB | TPP | PPP  |
| ----- | ------------------ | --- | ---- | ---- | ---- | ---- | --- | --- | --- | --- | ---- |
| 2010  | Metros de Santiago | 9   | 18.0 | .463 | .238 | .811 | 4.3 | 1.1 | 1.8 |     | 12.3 |
| 2011  | Metros de Santiago | 13  | 18.2 | .533 | .267 | .828 | 2.5 | 1.2 | 1.5 | 0.1 | 10.0 |
| 2012  | Metros de Santiago | 20  | 28.8 | .459 | .303 | .774 | 3.7 | 1.8 |     |     | 17.8 |
| 2013  | Metros de Santiago | 17  | 27.1 | .451 | .394 | .739 | 4.8 | 1.0 | 1.9 |     | 16.9 |
| 2014  | Metros de Santiago | 20  | 30.2 | .432 | .364 | .818 | 3.9 | 2.1 | 1.3 | 0.5 | 20.6 |
| 2015  | Metros de Santiago | 19  | 30.1 | .498 | .374 | .869 | 4.4 | 3.6 | 2.6 | 0.4 | 21.4 |
| 2016  | Metros de Santiago | 15  | 32.5 | .433 | .305 | .847 | 4.3 | 2.9 | 1.6 | 0.1 | 22.4 |
| Total | Total              | 113 | 27.4 | .461 | .341 | .818 | 4.0 | 2.1 | 1.8 | 0.3 | 18.0 |

## Selección nacional
En octubre de 2011, Liz hizo su debut con la selección nacional de la República Dominicana participando en los Juegos Panamericanos de 2011 en Guadalajara, México. En la competición, Liz promedió 7,8 puntos, 2,8 rebotes y 1,6 asistencias por partido con un 66,7% de acierto de tiros de campo, a pesar de sus esfuerzos la selección finalizó en cuarto lugar al ser derrotados por la Selección de Estados Unidos en el partido por la medalla de bronce.
En agosto de 2014, Liz ayudó a la Selección de baloncesto de la República Dominicana a ganar la medalla de bronce en el Centrobasket 2014 en Nayarit, México. Liz jugó 6 encuentros en la competición, promediando 11,5 puntos, 3,5 rebotes, 1,0 asistencias y 1,8 robos por partido.
Después de lograr la medalla de bronce en el Centrobasket 2014, Liz se ganó un puesto con la selección que fue rumbo a la Copa del Mundo de Baloncesto FIBA 2014. La selección dirigida por Orlando Antigua logró avanzar hasta la segunda ronda donde fueron eliminados por la Selección de Eslovenia. En el evento, Liz disputó un promedio de 12,0 minutos en los que aportó 6,5 puntos y 1,3 rebotes por partido.
Durante agosto y septiembre de 2023 fue integrante de la selección de República Dominicana que participó en el Mundial de 2023 celebrado en Asia, y que finalizó en decimocuarto lugar.